# Danmarks distrikt
Danmarks distrikt är ett distrikt i Uppsala kommun och Uppsala län. 
Distriktet ligger sydost om Uppsala. Tätorten Danmark finns i distriktet.

## Tidigare administrativ tillhörighet
Distriktet inrättades 2016 och utgörs av en del av det området som Uppsala stad omfattade före 1971, delen som före 1967 utgjorde Danmarks socken.
Området motsvarar den omfattning Danmarks församling hade vid årsskiftet 1999/2000.